# کردی کلیایی

زبان‌های کردی

کلیایی (کۆلیایی / Kulyayî) گویشی از زبان کردی است که مرز میان کردی کلهری و کردی سورانی است و به عنوان یکی از  گویش های کردی مرکزی دسته‌بندی شده و در میان ایل کلیایی تکلم می‌شود.

## حوزهٔ رواج
کردی کلیایی زبان اصلی ایل کلیایی است و در بخش بزرگی از استان کرمانشاه و مناطقی از استان‌های کردستان و همدان تکلم می‌شود. اصلی‌ترین مرکز تکلم کردی کلیایی شهرستان سنقر و کلیایی، در استان کرمانشاه است. این گویش همچنین در  شرق شهرستان کامیاران، جنوب شهرستان قروه در استان کردستان و دهستان کلیایی در غرب شهرستان اسدآباد استان همدان نیز به کار می‌رود.
برخی از ویژگی‌های کردی کلیایی با کردی سورانی مشترک است. بسامد واژه‌های مشترک با کُردی مرکزی به‌ویژه کُردی اردلانی ناحیه ییلاق در کُردی کلیایی بالا است.

## ویژگی‌های دستوری
در کردی کلیایی همانند کردی سورانی در هنگام صرف فعل حال و گذشتۀ استمراری پیشوند /ئه/ استفاده می‌شود.

## مقایسه
| فارسی        | کلیایی         | اردلانی      | کرمانشاهی   |
| ------------ | -------------- | ------------ | ----------- |
| برای         | بۆ/ئەڕا        | بۆ           | ئەڕا        |
| دختر         | کەنیشک/دود     | کەنیشک       | دۊەت        |
| درستش می کند | دوروسی ئەکاد   | دوروسی ئەکات | دوروسی کەێد |
| می توانم     | ئەتانم/ئەتوانم | ئەتانم       | تۊەنم/توانم |
| برویم        | بچین/برووین    | بچین         | بچیمن       |
| می خوای      | ئەتواێ         | گەرکتە       | تواێ        |
| الان         | ئیسە/ئایسه     | ئایسە        | ئیسە/ئێرنگە |
| بنشین        | دانیش/بنیش     | دانیش/بنیش   | بنیش        |
| تخم مرغ      | هێلکه          | هێلکه        | خا          |
| ریخت         | ڕژاو/ڕژیاو     | ڕژاو         | ڕشیا        |
| میگه/میگوید  | ئێژی           | ئێژی         | ئیشی        |